# Талача (река)
Талача́ — река в Карымском районе Забайкальского края, левый приток Ингоды.
Длина реки — 74 км. Берёт начало на Даурском хребте. В верхнем течении бежит на восток. Примерно в 20 км от истока поворачивает на юг. Далее в 25—26 км от истока реку пересекает федеральная автомагистраль Р297 «Амур». В 5 км к югу от автодороги «Амур» направление течения реки меняется на юго-западное. После впадения правого притока Нарына течёт на юг. После пересечения Транссибирской магистралью впадает с севера в Ингоду немногим восточнее остановочного пункта 6353 км.
На реке расположены сёла Карымского района Верхняя Талача (41 км от истока) и Средняя Талача (57 км от истока).

## Притоки
- Зургузун
- Эдакуй-Талачинский
- Нарын